# Abdullah Al-Karni
Abdullah Al-Karni (8 de agosto de 1976) é um ex-futebolista profissional saudita que atuava como meia.

## Carreira
Abdullah Al-Karni fez parte do elenco da Seleção Saudita de Futebol nas Olimpíadas de 1996.